# Садовніков Георгій Михайлович
Георгій Михайлович Садовників (27 квітня 1932, Казань, РРФСР, СРСР — 24 листопада 2014, Москва, СРСР) — радянський дитячий письменник і кіносценарист.

## Життєпис
Народився в Казані 1932 року, у війну втратив батьків. Від 1943 року навчався в Суворовському училищі в Астрахані, потім — в Оренбурзі, в піхотному училищі.
1956 року закінчив історико-філологічний факультет Краснодарського педінституту, один рік працював учителем у вечірній школі, потім — професійний письменник. Переїхав до Москви, член Спілки письменників СРСР від 1962 року. Від 1990 року — головний редактор прозових видань видавництва «ПіК».
Помер від інфаркту вранці 24 листопада 2014 року в Боткінській лікарні (Москва). Прах поховано на П'ятницькому цвинтарі.

## Творчість
Ще в інституті почав писати оповідання. 1957 року на конкурсі в Москві здобув міжнародну літературну премію за оповідання.
Відомий насамперед як автор дитячої фантастичної повісті «Продавець пригод» (1970), а також повісті «Іду до людей» (1962), на основі якої, разом із режисером Олексієм Корєнєвим, написав сценарій чотирисерійного телефільму «Велика перерва».

## Твори
- Над горизонтом Марс (1961)
- Іду до людей / Иду к людям (1962)
- Мені б крила / Мне бы крылья (1963)
- Майстер / Мастер (1968) - детектив, у співавторстві з М. Леоновим[ru]
- Продавець пригод / Продавец приключений (1970)
- Рятівник океану, або Повість про мандрівного слюсаря / Спаситель океана, или Повесть о странствующем слесаре (1974)
- Пішки над хмарами / Пешком над облаками (1980)
- Сценарій фільму «За два кроки від „Раю“» / В двух шагах от «РАЯ» (1984)
- Славний дощовий день / Славный дождливый день (1988)
- Колобок на ім'я Фаянсов / Колобок по имени Фаянсов (1991)
- Викрадення продавця пригод / Похищение продавца приключений (1999)
- Трилер та кілер / Триллер и киллер (2000)
- Стрімкий біг равлика / Стремительный бег улитки (2011)
- Велика перерва / Большая перемена (Збірка: повісті «Іду до людей», «Колобок на ім'я Фаянсов», «Трилер та кілер»; 2012)